# Jochen Summer
Jochen Summer (Dietersdorf am Gnasbach, 28 maggio 1977) è un ex ciclista su strada austriaco, attivo tra i dilettanti/élite dal 1996 e come professionista dal 2000 al 2009.

## Carriera
Corre nelle categorie giovanili dal 1991, arrivando ai dilettanti nel 1996. Nel 2000 firma per la formazione professionistica Phonak, ma dopo un solo anno è nuovamente tra i dilettanti. Nel 2002 si accorda con la Volksbank-Ideal, formazione austriaca nella quale resta per due stagioni. Nel 2004 è ingaggiato dall'ELK Haus-Simplon, restando in Austria. Alla sua seconda stagione vince cinque corse, tra le quali il Poreč Trophy e una tappa al Giro d'Austria. Nel 2009 decide di lasciare l'attività professionistica.

## Palmarès
- 1998 (Dilettanti, una vittoria)

Int. Ernst-Sachs-Tour
- 2002 (Volksbank, due vittorie)

5ª tappa Tour of Greece
- 2003 (Volksbank, due vittorie)

Kirschblütenrennen
GP Vorarlberg
- 2005 (Elk Haus, cinque vittorie)

Poreč Trophy
Kirschblütenrennen
1ª tappa Steiermark-Rundfahrt (Raaba)
3ª tappa Steiermark-Rundfahrt
7ª tappa Giro d'Austria (Vienna > Vienna)

### Altri successi
- 2002 (Volksbank)

Classifica sprint Tour of Greece
- 2005 (Elk Haus)

Criterium di Ried

## Piazzamenti

### Competizioni mondiali
- Campionati del mondo

San Sebastián 1997 - In linea Under-23: 26º
Valkenburg 1998 - Cronometro Under-23: 30º
Valkenburg 1998 - In linea Under-23: 27º
Plouay 2000 - In linea Under-23: 25º